# Vincenzo Raimondo Porru
Vincenzo Raimondo Porru (Villanovafranca, 1773 – Cagliari, 23 marzo 1836) è stato un presbitero, filologo e linguista italiano.
Definito da Giovanni Siotto Pintor il "legislatore della lingua sarda", fu il primo a creare una grammatica sarda (nella variante campidanese) e un vocabolario sardo-italiano (rispettivamente nel 1811 e nel 1832).

## Biografia[2]
Cresce nel suo paese natale, che lascia al raggiungimento dell'età adulta, quando viene mandato a Cagliari dal padre, il notaio Sisinnio Porru, per sostenere gli studi presso le scuole pubbliche, dove dimostra una particolare inclinazione per le materie umanistiche e per la lingua latina. Dopo aver seguito il corso filosofico intraprende studi teologici e viene ordinato prete nel 1796. Nominato maestro nelle classi minori di latinità nelle scuole di S. Teresa a Cagliari, decide di interrompere la carriera accademica. Ottiene successivamente la presidenza delle stesse scuole, per poi collaborare con la biblioteca dell'Università di Cagliari, di cui diverrà prefetto nel collegio di filosofia e di belle arti. Giunto a condizioni di vita agiata, può finalmente riprendere gli studi di filologia, a cui si dedicherà fino alla morte.

### La prima grammatica e il primo vocabolario sardo
Attratto notevolmente dalla linguistica, Vissentu (così si firmerà nelle sue opere) rileva che la sua lingua, il sardo, è guardata con indifferenza dagli stessi sardi, mentre in tutta Europa si sviluppano grammatiche più o meno dettagliate in varie lingue. Inoltre la pessima fama che riveste il sardo (Porru si scaglia principalmente contro Fazio degli Uberti e Luca da Linda per tale diffamazione) lo spinge a lavorare per dare una dignità appunto alla propria lingua. Ciò lo porta a creare nel 1811 il "Saggio di grammatica sul dialetto sardo meridionale", quello che conosceva meglio, ovvero il campidanese, nello scritto che per primo pone delle regole alla lingua, quasi relegata al solo parlato. Il saggio fu dedicato all'allora principessa sabauda Maria Cristina di Savoia e con quest'opera il Porru puntava anche a creare un mezzo con cui i giovani sardi potessero apprendere il latino e la lingua italiana più facilmente, in sostituzione del corrente uso delle traduzioni prosatiche dall'italiano, non la lingua madre dunque, al latino.
Negli anni successivi lavorò con l'intento di pubblicare il primo vocabolario sardo-italiano, pensando anche in un futuro volume italiano-sardo, che tuttavia non riuscì a completare. Il "Nou dizionariu universali sardu-italianu" fu pubblicato nel 1832, con la pretesa di coinvolgere anche le varianti più settentrionali del sardo (è infatti universale), anche se riguarda principalmente vocaboli in campidanese. Anche qui l'obiettivo non è solo quello di un uso quotidiano, infatti Vissentu Porru si prefigge ancora una volta di insegnare l'italiano, al centro del dibattito in tutta la penisola, anche ai Sardi.

### Fama post-mortem
Nonostante il grande impegno intellettuale, il sacerdote riuscì soltanto parzialmente nel suo intento. Complice la diffusione di nuovi dizionari, come quello di Giovanni Spano, certo più ampio giacché comprendeva anche il logudorese, il Porru fu parzialmente eclissato. Il linguista tedesco Gustav Hofmann giudicò superfluo il Nou dizionariu, dal momento che l'opera di Spano risultava più completa. Fu il connazionale Max Leopold Wagner, illustre linguista riconosciuto per i suoi meriti a favore della lingua sarda, a rendere nuovamente giustizia a Vissentu Porru, criticando ampiamente Hofmann nella prefazione del Dizionario Etimologico Sardo.
Per quanto riguarda l'ambito nazionale il Porru fu certamente conosciuto, tant'è che Alessandro Manzoni, come testimonia il poeta Giacomo Zanella in una sua memoria del 1879, conservava il suo dizionario sul proprio scrittoio. Tale notorietà è però probabilmente frutto dell'interesse manzoniano, e più in generale degli intellettuali italiani, verso la lingua italiana, al centro del dibattito a metà Ottocento e soprattutto dopo l'unità d'Italia, quando urgeva l'unificazione della lingua. Il Porru è infatti citato nella relazione Dell'unità della lingua e dei mezzi di diffonderla tra i "vocabolari [...] notabilmente copiosi", "composti con la bona intenzione di metterci a riscontro una lingua italiana".

## Opere
- Saggio di grammatica sul dialetto sardo meridionale, Cagliari, Reale stamperia, 1811.
- Nou dizionariiu universali sardu-italianu, Cagliari, Tipografia Arciobispali, 1832.